# Nefropatia kontrastowa
Nefropatia kontrastowa (ang. contrast-induced nephropathy) – uszkodzenie nerek związane i wywołane przez podanie środków cieniujących w trakcie badań radiologicznych.
Występuje u 10-20% badanych z użyciem środków cieniujących i objawia się podwyższeniem stężenia kreatyniny, ustępujące zwykle samoistnie po 3-5 dniach. W niektórych jednak przypadkach (u chorych z niewydolnością serca, cukrzycą, odwodnieniem, w przypadku wcześniej występującej niewydolności nerek lub w przypadku ponownego podania środka cieniującego w czasie krótszym niż 48 godzin) ryzyko rozwoju poważnych powikłań nerkowych, do zgonu włącznie, znacznie wzrasta. Dlatego u osób z powyższych grup ryzyka bezwzględnie, natomiast u innych osób poddawanym badaniom kontrastowym, zalecanym jest stosowanie postępowania profilaktycznego, znacznie zmniejszającego ryzyko rozwoju nefropatii kontrastowej.

## Profilaktyka
- odpowiednie nawodnienie przed badaniem przez podanie dożylne przynajmniej 1 litra płynów, jak również 1 litra po badaniu. Szczególnie korzystne działania przynosi nawodnienie roztworem wodorowęglanu sodu w ilości 154 mEq/l w 5% glukozie.
- unikanie stosowania przed badaniem niesterydowych leków przeciwzapalnych, gdyż mogą powodować skurcz naczyń nerkowych
- podanie N-acetylocysteiny w ilości 2 x dziennie 600 miligramów doustnie, w dniu badania oraz w dniu go poprzedzającym (w przypadku pilnej konieczności wykonania badania zaleca się podanie 150 mg/kg masy ciała w 500 ml 0,9% NaCl 30 minut przed badaniem, oraz 35–40 mg/kg m.c. w przeciągu 4 godzin po wykonaniu badania
- podawanie środków kontrastowych w jak najmniejszej ilości, o jak najmniejszej osmomolalności, czy wręcz stosowanie środków izoosmolarnych u chorych na cukrzycę

Przeczytaj ostrzeżenie dotyczące informacji medycznych i pokrewnych zamieszczonych w Wikipedii.